# Alignement de Kornevec
L'alignement de Kornevec (ou Kernevec, Cornevic, Cornévec) est un alignement mégalithique situé à Camors, dans le Morbihan en France.

## Localisation
Les menhirs sont situés dans la forêt de Floranges, à environ 360 m à vol d'oiseau au sud-est du hameau de Lann-Vihan.

## Historique
Les menhirs sont classés au titre des monuments historiques par arrêté du 28 août 1934.

## Description
L'alignement est composé d'une cinquantaine de blocs alignés sur une distance d'environ 200 m selon un axe ouest/nord-est. Seuls deux menhirs sont encore dressés, les autres ont été volontairement débités ou renversés. Leur hauteur varie de 1 à 3 m. Les pierres sont en granite feuilleté de Lanvaux.

### Reconstitution 3D
- Menhir de l'Alignement de Cornevec (construit par photogrammétrie)